# Edith Bosch
Edith Bosch, född den 31 maj 1980 i Den Helder, Nederländerna, är en nederländsk judoutövare.
Hon tog OS-silver i damernas mellanvikt i samband med de olympiska judotävlingarna 2004 i Aten.
Hon tog därefter OS-brons i damernas mellanvikt i samband med de olympiska judotävlingarna 2008 i Peking.
Hon tog OS-brons i damernas mellanvikt i samband med de olympiska judotävlingarna 2012 i London.